# Rudolfova lávka
Die Rudolfova lávka (deutsch Rudolfsteg, tschechisch auch Železna lávka, dt. meist Kettensteg) war eine Ketten- und Fußgängerbrücke über die Moldau in Prag. Sie war der Vorgänger der heutigen Mánes-Brücke (Mánesův most) und lag nördlich, flussabwärts von ihr. Das Bauwerk wurde 1868 bis 1869 erbaut und war die dritte Hängebrücke in der Hauptstadt Böhmens.

## Lage

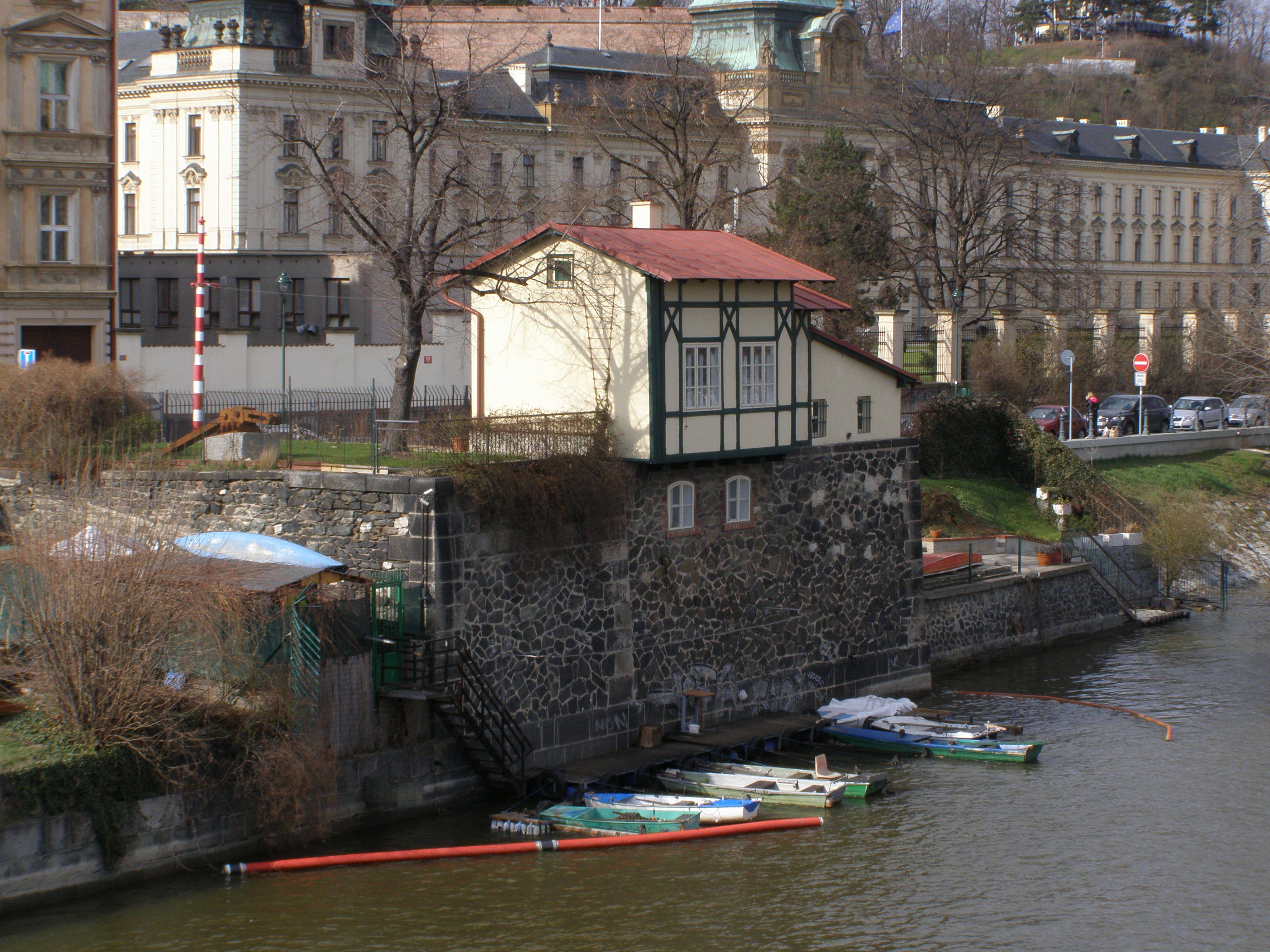
Widerlager und Brückenwärterhaus auf dem Ufer der Kleinseite

Die Brücke führte von der Prager Altstadt (Staré Město) zur Kleinseite (Malá Strana) auf dem linken Ufer der Moldau. Dort befindet sich noch heute die Straße U Železné lávky (dt. Kettensteggasse), bis 1870 Dolní přívozní. Am anderen Brückenkopf wurde in den Jahren 1876 bis 1884 das Konzerthaus Rudolfinum errichtet.

## Geschichte
An der Stelle der heutigen Mánes-Brücke bestand zuvor die untere Fähre. Im Jahr 1842 entwarf der Zimmermeister Michal Ránek eine gedeckte Holzbrücke, deren Modell die Tschechische Technische Universität in ihren Sammlungen aufbewahrt. Die Brücke der Legionen wurde bis 1841 durch die Kettenbrücke als erste Hängebrücke in Prag ersetzt, die nach Kaiser Franz I. benannt wurde. Als zweite Brücke des Typs entstand bis 1868 die Franz-Joseph-Brücke.
Gleichzeitig, in den Jahren 1866 bis 1868 entwarfen der Architekt Carl Ritter von Wessely (Karel Veselý) und der Ingenieur Franz Schön (František Schön, 1830–1921) die Fußgängerbrücke zur Kleinseite. Sie wurde von 1868 bis November 1869 vom Brückenbauunternehmen Ruston & Co. in Karolinenthal bei Prag erbaut. Seinen Namen erhielt der Rudolfsteg nach Kronprinz Rudolf von Österreich (1858–1889).
Für die Benutzung des Kettenstegs war 1873 ein Kreuzer Brückengeld zu entrichten. Bis zum gleichen Jahr hatte der Prager Kettensteg-Actien-Verein 755 Aktien zum Nennwert von 200 Gulden emittiert.
Die Franz-Ferdinand-Brücke wurde von 1911 bis 1914, etwas oberhalb des Kettenstegs, errichtet. Ursprünglich sollte sie ebenfalls den Namen des Kronprinzen Rudolf tragen, nach dem Attentat von Sarajevo wurde sie umbenannt. Seit 1920 heißt sie Mánes-Brücke. Nach ihrer Eröffnung wurde der Kettensteg abgetragen.

## Beschreibung

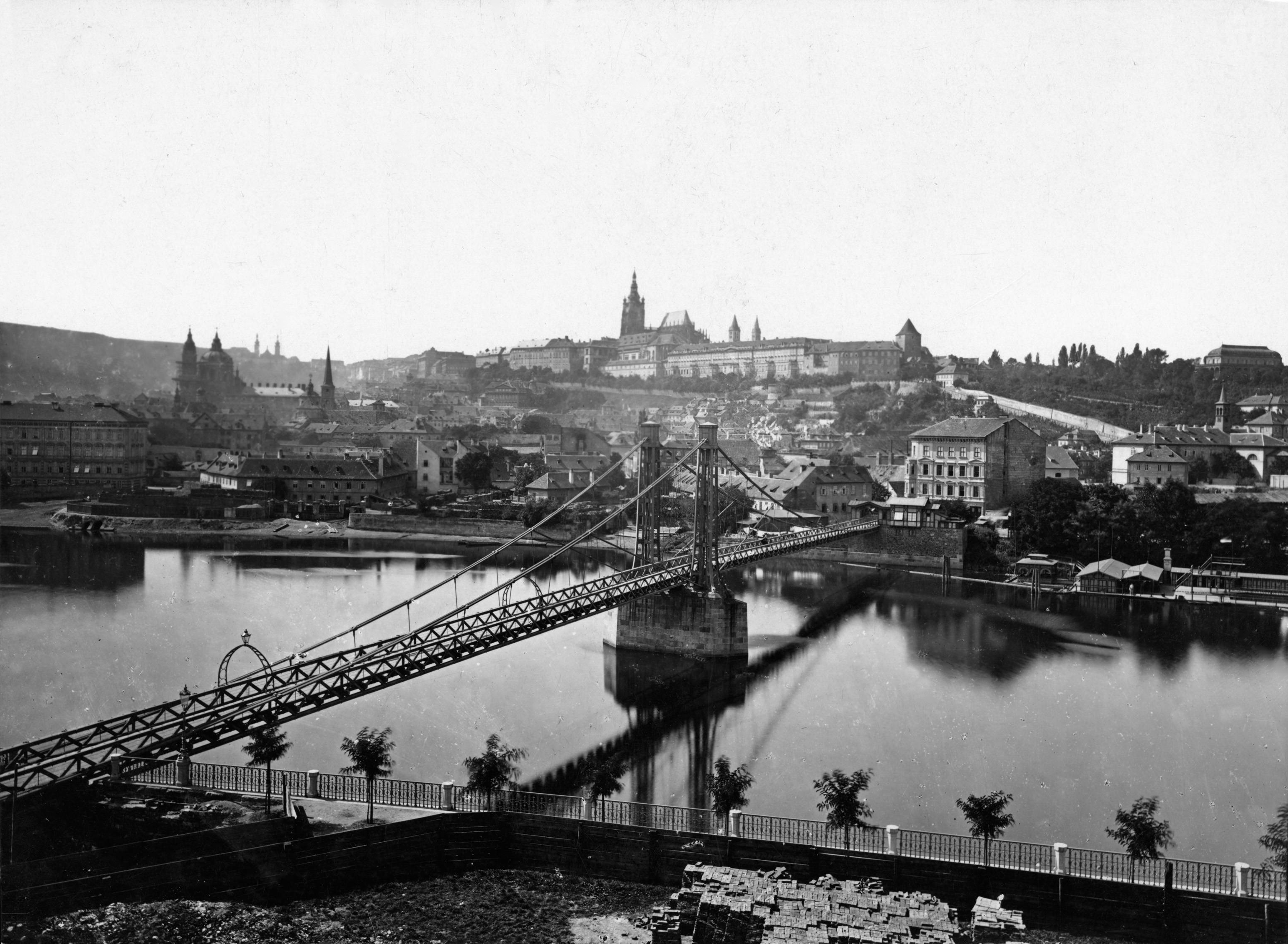
Gesamtansicht 1881, Foto von Heinrich Eckert

Die Fußgängerbrücke hatte zwei Spannweiten von je 96 Metern. Ein Mittelpfeiler trug zwei gusseiserne Pylone mit einer Höhe von 17,5 Metern, die torartig verbunden waren. Sie trugen an den Ketten eine filigrane Gitterkonstruktion von 3,35 Meter Breite. Der Pfeiler wurde nach 1914 bis unter die Wasserlinie abgetragen, ist aber noch vorhanden.
Auf der Kleinseite befand sich eine überdachte Mautstelle. Das daneben stehende Fachwerkhaus für den Brückenwärter bzw. -einnehmer blieb erhalten. Es trägt die Konskriptionsnummer čp. 554 und ist seit 2005 Eigentum des Vereins Gemini, der Freizeitaktivitäten mit Kindern und Jugendlichen organisiert und das Gebäude nach schweren Hochwasserschäden im Jahr 2002 sanieren musste. Das Widerlager der Brücke ist an diesem Ufer ebenfalls noch zu erkennen.